# 葉戈爾雷克區
46°33′N 40°39′E / 46.550°N 40.650°E
葉戈爾雷克區（俄語：Егорлы́кский райо́н）是俄羅斯的一個區，位於該國西南部，由羅斯托夫州負責管轄，面積1,460平方公里，2010年人口35,733，人口密度每平方公里24.47人。